# Masashi Watanabe
Masashi Watanabe (jap. 渡辺正 Watanabe Masashi; ur. 11 stycznia 1936 roku w Hiroszimie, zm. 7 grudnia 1995 roku w Chibie) - japoński piłkarz, reprezentant kraju.

## Kariera klubowa
Od 1953 do 1971 roku występował w klubie Nippon Steel (Yawata Steel).

## Kariera reprezentacyjna
Karierę reprezentacyjną rozpoczął w 1958, a zakończył w 1969 roku. W sumie w reprezentacji wystąpił w 39 spotkaniach. Został powołany do kadry na Igrzyska Olimpijskie w 1964 i 1968 roku.

## Statystyki
| Reprezentacja Japonii | Reprezentacja Japonii | Reprezentacja Japonii |
| Rok                   | Mecze                 | Gole                  |
| --------------------- | --------------------- | --------------------- |
| 1958                  | 2                     | 1                     |
| 1959                  | 8                     | 4                     |
| 1960                  | 1                     | 0                     |
| 1961                  | 6                     | 1                     |
| 1962                  | 3                     | 0                     |
| 1963                  | 5                     | 3                     |
| 1964                  | 1                     | 0                     |
| 1965                  | 3                     | 0                     |
| 1966                  | 2                     | 1                     |
| 1967                  | 3                     | 1                     |
| 1968                  | 2                     | 0                     |
| 1969                  | 3                     | 1                     |
| Razem                 | 39                    | 12                    |